# Campeonato Argentino de Rugby 1968
El Campeonato Argentino de Rugby de 1968 fue la vigésimo-cuarta edición del torneo de uniones regionales organizado por la Unión Argentina de Rugby. Se llevó a cabo entre el 4 y el 18 de agosto de 1968.
Las fases finales se disputaron en Buenos Aires en las instalaciones del Belgrano Athletic Club. Fue la primera vez que la capital argentina fue sede de las etapas definitorias del campeonato bajo el nuevo formato de sedes rotativas, habiendo recibido la final por última vez en 1959 cuando se disputó en el estadio de Gimnasia y Esgrima de Buenos Aires.
Buenos Aires se quedó con el campeonato por tercer año consecutivo, derrotando nuevamente en la final a la Unión de Rugby de Rosario por un marcador de 18-3. Por otro lado, la Unión de Rugby del Valle de Lerma alcanzó por primera vez las semifinales del torneo.

## Equipos participantes
Participaron de esta edición trece equipos: doce uniones provinciales y la Unión Argentina de Rugby, representada por el equipo de Buenos Aires. 
| Equipo         | Unión                                                |
| -------------- | ---------------------------------------------------- |
| Alto Valle     | Unión de Rugby del Alto Valle de Río Negro y Neuquén |
| Buenos Aires   | Unión Argentina de Rugby                             |
| Córdoba        | Unión Cordobesa de Rugby                             |
| Cuyo           | Unión de Rugby de Cuyo                               |
| Jujuy          | Unión Jujeña de Rugby                                |
| Mar del Plata  | Unión de Rugby de Mar del Plata                      |
| Nordeste       | Unión de Rugby del Nordeste                          |
| Rosario        | Unión de Rugby de Rosario                            |
| San Juan       | Unión Sanjuanina de Rugby                            |
| Santa Fe       | Unión Santafesina de Rugby                           |
| Sur            | Unión de Rugby del Sur                               |
| Tucumán        | Unión de Rugby de Tucumán                            |
| Valle de Lerma | Unión de Rugby del Valle de Lerma                    |

## Partidos
|  | Rueda preliminar | Rueda preliminar | Rueda preliminar |                |      | Cuartos de final | Cuartos de final | Cuartos de final |    |         | Semifinal    | Semifinal     | Semifinal     |                |                | Final        | Final        | Final        |  |
|  | 4 de agosto      | 4 de agosto      | 4 de agosto      |                |      | 11 de agosto     | 11 de agosto     | 11 de agosto     |    |         | 15 de agosto | 15 de agosto  | 15 de agosto  |                |                | 15 de agosto | 15 de agosto | 15 de agosto |  |
|  |                  |                  |                  |                |      |                  |                  |                  |    |         |              |               |               |                |                |              |              |              |  |
|  |                  |                  |                  |                |      |                  |                  |                  |    |         |              |               |               |                |                |              |              |              |  |
|  | San Juan         | San Juan         | 0                |                |      |                  |                  |                  |    |         |              |               |               |                |                |              |              |              |  |
|  | San Juan         | San Juan         | 0                |                |      |                  |                  |                  |    |         |              |               |               |                |                |              |              |              |  |
|  | Cuyo             | Cuyo             | 11               |                |      |                  |                  |                  |    |         |              |               |               |                |                |              |              |              |  |
|  | Cuyo             | Cuyo             | 11               |                | Cuyo | Cuyo             | 13               |                  |    |         |              |               |               |                |                |              |              |              |  |
|  |                  |                  |                  |                | Cuyo | Cuyo             | 13               |                  |    |         |              |               |               |                |                |              |              |              |  |
|  |                  |                  | Buenos Aires     | Buenos Aires   | 25   |                  |                  |                  |    |         |              |               |               |                |                |              |              |              |  |
|  | Buenos Aires     | Buenos Aires     | Buenos Aires     | Buenos Aires   | 25   | bye              |                  |                  |    |         |              |               |               |                |                |              |              |              |  |
|  | Buenos Aires     | Buenos Aires     |                  |                |      |                  |                  |                  |    |         |              |               |               |                |                |              |              |              |  |
|  |                  |                  |                  |                |      |                  |                  |                  |    |         |              |               |               |                |                |              |              |              |  |
|  |                  |                  |                  |                |      |                  | Buenos Aires     | Buenos Aires     | 62 |         |              |               |               |                |                |              |              |              |  |
|  |                  |                  |                  |                |      |                  |                  |                  | 62 |         |              |               |               |                |                |              |              |              |  |
|  |                  |                  | Valle de Lerma   | Valle de Lerma | 0    |                  |                  |                  |    |         |              |               |               |                |                |              |              |              |  |
|  | Valle de Lerma   | Valle de Lerma   | Valle de Lerma   | Valle de Lerma | 0    | bye              |                  |                  |    |         |              |               |               |                |                |              |              |              |  |
|  | Valle de Lerma   | Valle de Lerma   |                  |                |      |                  |                  |                  |    |         |              |               |               |                |                |              |              |              |  |
|  |                  |                  |                  |                |      |                  |                  |                  |    |         |              |               |               |                |                |              |              |              |  |
|  |                  | Valle de Lerma   | Valle de Lerma   | 11             |      |                  |                  |                  |    |         |              |               |               |                |                |              |              |              |  |
|  |                  |                  |                  | 11             |      |                  |                  |                  |    |         |              |               |               |                |                |              |              |              |  |
|  |                  |                  | Tucumán          | Tucumán        | 3    |                  |                  |                  |    |         |              |               |               |                |                |              |              |              |  |
|  | Tucumán          | Tucumán          | Tucumán          | Tucumán        | 3    | 11               |                  |                  |    |         |              |               |               |                |                |              |              |              |  |
|  | Tucumán          | Tucumán          |                  |                |      |                  |                  |                  |    |         |              |               |               |                |                |              |              |              |  |
|  | Jujuy            | Jujuy            | 5                |                |      |                  |                  |                  |    |         |              |               |               |                |                |              |              |              |  |
|  | Jujuy            | Jujuy            | 5                |                |      |                  |                  |                  |    |         |              |               |               |                | Buenos Aires   | Buenos Aires | 18           |              |  |
|  |                  |                  |                  |                |      |                  |                  |                  |    |         |              |               |               |                | Buenos Aires   | Buenos Aires | 18           |              |  |
|  |                  |                  | Rosario          | Rosario        | 3    |                  |                  |                  |    |         |              |               |               |                |                |              |              |              |  |
|  | Alto Valle       | Alto Valle       | Rosario          | Rosario        | 3    | 3                |                  |                  |    |         |              |               |               |                |                |              |              |              |  |
|  | Alto Valle       | Alto Valle       |                  |                |      |                  |                  |                  |    |         |              |               |               |                |                |              |              |              |  |
|  | Sur              | Sur              | 12               |                |      |                  |                  |                  |    |         |              |               |               |                |                |              |              |              |  |
|  | Sur              | Sur              | 12               |                | Sur  | Sur              | 3                |                  |    |         |              |               |               |                |                |              |              |              |  |
|  |                  |                  |                  |                | Sur  | Sur              | 3                |                  |    |         |              |               |               |                |                |              |              |              |  |
|  |                  |                  | Rosario          | Rosario        | 25   |                  |                  |                  |    |         |              |               |               |                |                |              |              |              |  |
|  | Rosario          | Rosario          | Rosario          | Rosario        | 25   | 29               |                  |                  |    |         |              |               |               |                |                |              |              |              |  |
|  | Rosario          | Rosario          |                  |                |      |                  |                  |                  |    |         |              |               |               |                |                |              |              |              |  |
|  | Mar del Plata    | Mar del Plata    | 3                |                |      |                  |                  |                  |    |         |              |               |               |                |                |              |              |              |  |
|  | Mar del Plata    | Mar del Plata    | 3                |                |      |                  |                  |                  |    | Rosario | Rosario      | 14            |               |                |                |              |              |              |  |
|  |                  |                  |                  |                |      |                  |                  |                  |    | Rosario | Rosario      | 14            |               |                |                |              |              |              |  |
|  |                  |                  | Córdoba          | Córdoba        | 3    |                  |                  |                  |    |         |              |               |               |                |                |              |              |              |  |
|  | Córdoba          | Córdoba          | Córdoba          | Córdoba        | 3    | bye              |                  |                  |    |         |              |               |               |                |                |              |              |              |  |
|  | Córdoba          | Córdoba          |                  |                |      |                  |                  |                  |    |         |              |               |               |                |                |              |              |              |  |
|  |                  |                  |                  |                |      |                  |                  |                  |    |         |              |               |               |                |                |              |              |              |  |
|  |                  | Córdoba          | Córdoba          | 16             |      |                  |                  |                  |    |         |              | Tercer puesto | Tercer puesto | Tercer puesto  |                |              |              |              |  |
|  |                  |                  |                  | 16             |      |                  |                  |                  |    |         |              | Tercer puesto | Tercer puesto | Tercer puesto  |                |              |              |              |  |
|  |                  |                  | Santa Fe         | Santa Fe       | 8    |                  |                  |                  |    |         |              |               |               |                |                |              |              |              |  |
|  | Santa Fe         | Santa Fe         | Santa Fe         | Santa Fe       | 8    | 28               |                  |                  |    |         |              |               |               | Valle de Lerma | Valle de Lerma | 0            |              |              |  |
|  | Santa Fe         | Santa Fe         |                  |                |      |                  |                  |                  |    |         |              |               |               | Valle de Lerma | Valle de Lerma | 0            |              |              |  |
|  | Nordeste         | Nordeste         | 5                |                |      |                  |                  |                  |    |         |              |               |               |                |                | Córdoba      | Córdoba      | 21           |  |
|  | Nordeste         | Nordeste         | 5                |                |      |                  |                  |                  |    |         |              |               |               |                |                | Córdoba      | Córdoba      | 21           |  |
|  |                  |                  |                  |                |      |                  |                  |                  |    |         |              |               |               |                |                |              |              |              |  |

### Rueda preliminar
| 4 de agosto | San Juan | 0 - 11  | Cuyo                                                                | San Juan,                                   |                                             |
|             |          | Reporte | Tries: R. Tarquini J. Villanueva C. Magnani Conversiones: E. Gandia | Árbitro(s): Fernando R. Malmierca (Tucumán) | Árbitro(s): Fernando R. Malmierca (Tucumán) |

| 4 de agosto | Tucumán                                                                | 11 - 5  | Jujuy                                    | Tucumán,                                |                                         |
|             | Tries: E. Quetglas Conversiones: S. Martoni Penales: S. Martoni J. Paz | Reporte | Tries: I. Buitrago Conversiones: R. Tejo | Árbitro(s): Julio César Rico (Santa Fe) | Árbitro(s): Julio César Rico (Santa Fe) |

| 4 de agosto | Alto Valle        | 3 - 12  | Sur                                   | Neuquén,                                      |                                               |
|             | Penales: P. Booth | Reporte | Tries: D. Fasano Penales: F. Mezquida | Árbitro(s): Horacio Englender (Mar del Plata) | Árbitro(s): Horacio Englender (Mar del Plata) |

| 4 de agosto | Rosario                                                                                                  | 29 - 3  | Mar del Plata     | Rosario,                             |                                      |
|             | Tries: J. Scilabra J. Imhoff J. Benzi J. Seaton Conversiones: J. Seaton J. Scilabra Penales: J. Scilabra | Reporte | Tries: M. Schulze | Árbitro(s): Octavio Figueroa (Salta) | Árbitro(s): Octavio Figueroa (Salta) |

| 4 de agosto | Santa Fe                                                                                     | 28 - 5  | Nordeste                                       | Santa Fe,                                  |                                            |
|             | Tries: A. Eckard H. Maletti G. Piuma D. Motta Conversiones: J. Aguilera Penales: J. Aguilera | Reporte | Tries: J. Vera Conversiones: J. Pérez González | Árbitro(s): Emilio Aiccardi (Buenos Aires) | Árbitro(s): Emilio Aiccardi (Buenos Aires) |

### Cuartos de final
| 11 de agosto | Cuyo                                                        | 13 - 25 | Buenos Aires | Mendoza,                             |                                      |
|              | Tries: C. Chacón Conversiones: E. Gandía Penales: E. Gandía | Reporte | Tries: H. Silva J. Dartilongue L. García Yáñez A. Etchegaray Conversiones: R. Casabal A. Pagano Penales: R. Casabal | Árbitro(s): Robin A. Conti (Rosario) | Árbitro(s): Robin A. Conti (Rosario) |

| 11 de agosto | Valle de Lerma                                                    | 11 - 3  | Tucumán             | Salta,                                        |                                               |
|              | Tries: F. Cornejo Conversiones: J. García Bes Penales: F. Cornejo | Reporte | Penales: S. Martini | Árbitro(s): Atilio Bellitti Heredia (Córdoba) | Árbitro(s): Atilio Bellitti Heredia (Córdoba) |

| 11 de agosto | Sur                  | 3 - 25  | Rosario                                                                                                   | Bahia Blanca,                           |                                         |
|              | Penales: F. Mezquida | Reporte | Tries: J. Galán M. Chesta M. Senatore J. Scilabra A. Quetglas J. Seaton C. Blanco Conversiones: J. Seaton | Árbitro(s): Blas D. Cosentino (Tucumán) | Árbitro(s): Blas D. Cosentino (Tucumán) |

| 11 de agosto | Córdoba                                                                   | 16 - 8  | Santa Fe                                                            | Córdoba,                                   |                                            |
|              | Tries: L. Capell H. Espinosa J. Del Valle Conversiones: L. Capell J. Vera | Reporte | Tries: L. Calanchini Conversiones: J. Aguilera Penales: J. Aguilera | Árbitro(s): Ricardo Colombo (Buenos Aires) | Árbitro(s): Ricardo Colombo (Buenos Aires) |

### Semifinales
| 15 de agosto | Buenos Aires | 62 - 0  | Valle de Lerma | Belgrano Athletic Club, Buenos Aires |  |
|              | Tries: C. Martínez M. Pascual R. Loyola J. O´Reilly M. Walther E. Elowson A. Etchegaray A. Anthony R. Sellarés Conversiones: J. O´Reilly R. Sellarés Penales: J. O´Reilly | Reporte |                |                                      |  |

| 15 de agosto | Rosario                                                                     | 14 - 3  | Córdoba          | Belgrano Athletic Club, Buenos Aires |  |
|              | Tries: J. Benzi R. Villavencio Conversiones: N. Ferrazza Penales: J. Seaton | Reporte | Tries: L. Capell |                                      |  |

### Tercer puesto
| 18 de agosto | Valle de Lerma | 0 - 21  | Córdoba | Belgrano Athletic Club, Buenos Aires     |                                          |
|              |                | Reporte |         | Árbitro(s): Lucas Glastra (Buenos Aires) | Árbitro(s): Lucas Glastra (Buenos Aires) |

### Final
| 18 de agosto | Buenos Aires                                                                                         | 18 - 3  | Rosario              | Belgrano Athletic Club, Buenos Aires       |                                            |
|              | Tries: A. Rodríguez Jurado M. Pascual L. García Yáñez Conversiones: J. O´Reilly Penales: J. O´Reilly | Reporte | Penales: J. Scilabra | Árbitro(s): Jorge E. Bordabehere (Rosario) | Árbitro(s): Jorge E. Bordabehere (Rosario) |

|                      |
| Buenos Aires Campeón |
| Sexto título         |